# Nobody Knows (Lied)
Nobody Knows (englisch für „Niemand weiß es“) ist ein Lied der US-amerikanischen Sängerin Pink aus dem Jahr 2006.

## Entstehung und Veröffentlichung
Das Lied wurde von der Interpretin selbst (Alecia Moore), zusammen mit Billy Mann, geschrieben. Mann zeichnete darüber hinaus auch für die Produktion verantwortlich.
Die Erstveröffentlichung von Nobody Knows erfolgte als Teil von I’m Not Dead am 31. März 2006 bei den Musiklabels LaFace Records und Zomba (Katalognummer: 82876 80471 2), dem vierten Studioalbum von Pink. Am 20. November 2006 erschien es als vierte Singleauskopplung aus dem Album. Diese erschien als digitale und physische 2-Track-Single, mit einem Remix zu Words als B-Seite (Katalognummer: 88697032862).

## Musikvideo
Das Musikvideo wurde unter der Regie von Jake Nava gedreht. Im Oktober 2009 veröffentlicht, zählte es bis September 2024 über 25 Millionen Aufrufe auf der Videoplattform YouTube.

## Kommerzieller Erfolg

### Chartplatzierungen
| ChartsChartplatzierungen     | Höchstplatzierung | Wochen |
| ---------------------------- | ----------------- | ------ |
| Deutschland (GfK)            | 17 (10 Wo.)       | 10     |
| Österreich (Ö3)              | 21 (19 Wo.)       | 19     |
| Schweiz (IFPI)               | 17 (17 Wo.)       | 17     |
| Vereinigtes Königreich (OCC) | 11 (6 Wo.)        | 6      |

### Auszeichnungen für Musikverkäufe
| Land/Region       | Auszeichnungen für Musikverkäufe (Land/Region, Auszeichnung, Verkäufe) | Verkäufe |
| ----------------- | ---------------------------------------------------------------------- | -------- |
| Australien (ARIA) | Gold                                                                   | 35.000   |
| Insgesamt         | 1× Gold ·                                                              | 35.000   |

Hauptartikel: Pink (Musikerin)/Auszeichnungen für Musikverkäufe